# Amand de Maastricht
Amand de Maastricht, (Nantes circa 584 - Elnon o Elnone, moderna Abadia de Saint-Amand, 679) va un religiós franc, eremita, missioner a Flandes i bisbe de Tongres i Maastricht; és considerat l'introductor del cristianisme a Bèlgica. És venerat com a sant per diverses confessions cristianes.

## Hagiografia

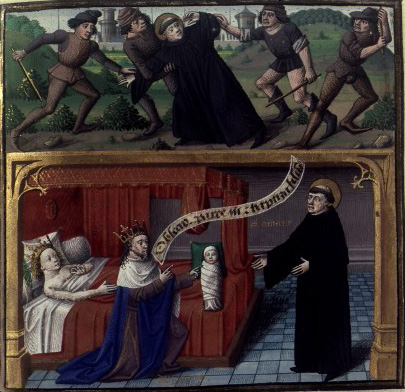
Amand i el rei Dagobert, miniatura de 1463.

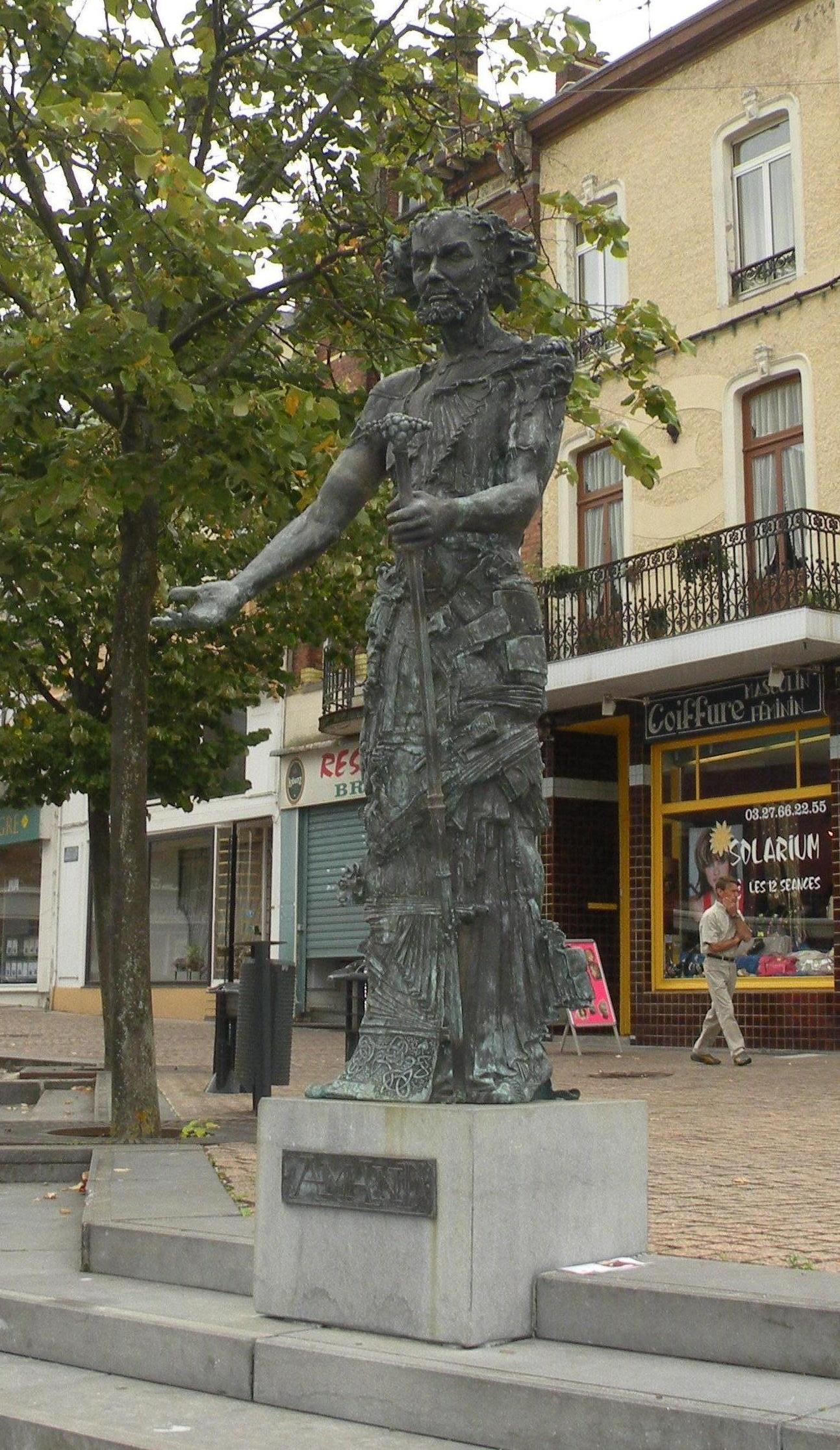
Monument modern a Hautmont

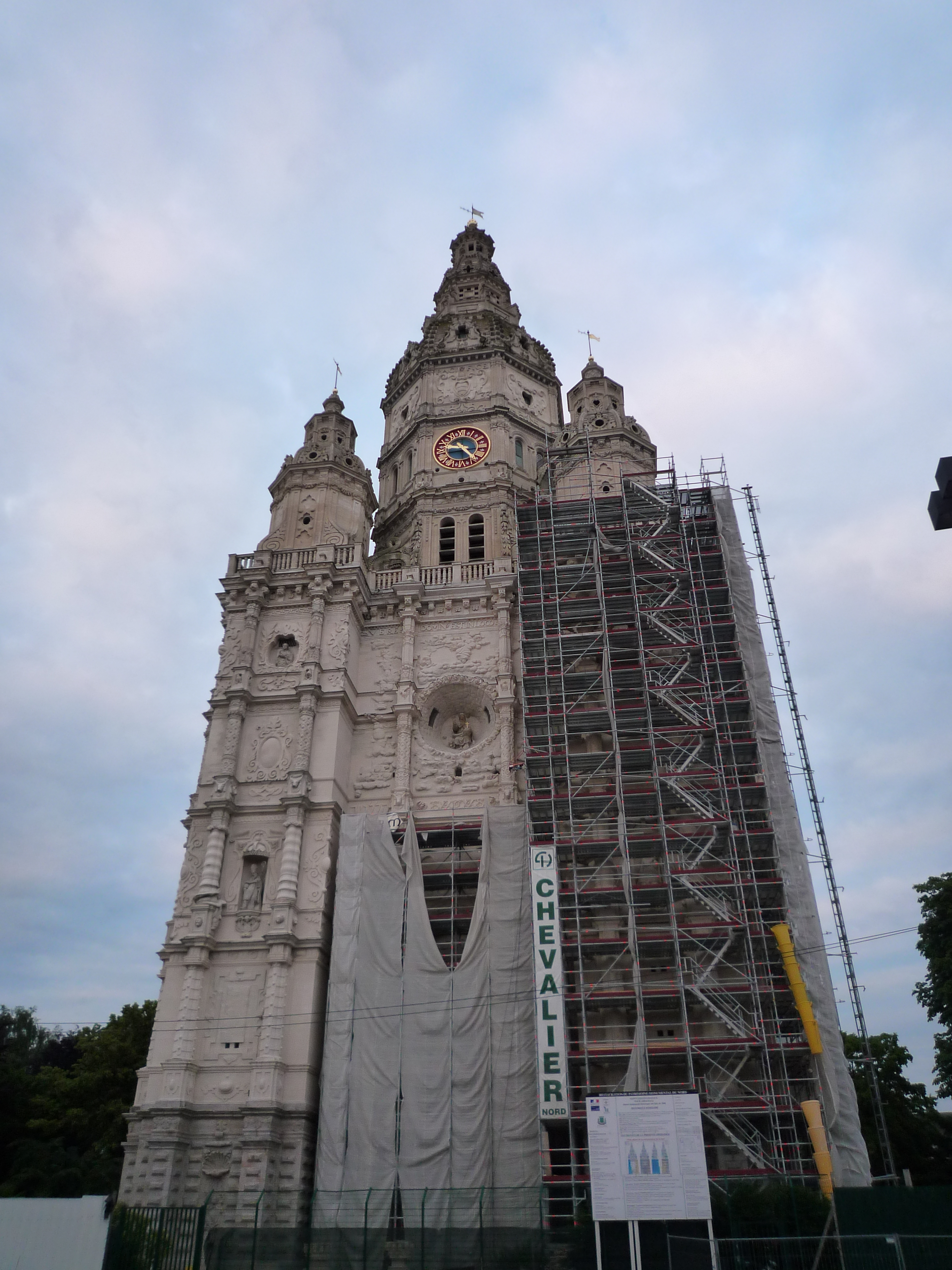
Antic campanar de l'abadia de Sant Amand, a Saint-Amand-les-Eaux, única resta que sobreviu del cenobi

De noble nissaga, als vint anys deixà la família i s'establí a un monestir de l'illa de Yeu. La Llegenda àuria informa que al jardí del monestir (suposadament de Yeu) es va creuar amb una serp a la que, amb ajut diví i el signe de la creu, va fer entrar al seu cau, d'on mai més va sortir.
Per escapar del seu pare es va retirar com a monjo a la rodalia de Tours prop de la tomba de sant Martí de Tours, tot i la insistència de la seva família perquè tornés amb ells. Després va passar a una ermita propera a la catedral de Bourges on, sota direcció del bisbe Sant Austregisil, visqué com a eremita durant uns 12 anys, vivint en silenci i nodrint-se de pa i aigua. Després va fer un pelegrinatge a Roma i fou ordenat bisbe per Acari de Noyon (també sant) i consagrat bisbe a la Gàl·lia quan tenia uns trenta-tres anys. Llavors, a petició de Clotari II (584-623) va iniciar el seu treball evangelitzador a la Gàl·lia Belga. El seu sistema consistia a fundar comunitats cristianes que deixava en mans dels monjos locals i anava cap a un altre lloc. Va evangelitzar per primer cop les terres de la regió de Gant, des d'on continuà predicant per tot Flandes. La llegenda diu que no va tenir èxit i que només quan va fer el miracle de ressuscitar un criminal. A Gant, va fer edificar dos monestirs: Sant Pere (639) i el del mont Blandin, on avui hi ha la Catedral de Sant Bavó.
En tornar a la Gàl·lia, el 630, va trobar l'hostilitat del rei Dagobert I, a qui volia apartar d'una manera de viure pecaminosa, i fou expulsat del regne; amb el temps, el rei li demanà perdó i que es fes càrrec de l'educació dels seus hereus, però Amand ho refusà, ja que no volia viure a la cort.
Va fer apostolat entre els eslaus del Danubi, sense èxit. Nomenat bisbe de Tongres i Maastricht (Maëstricht) cap a l'any 646, no va reeixir a sufocar els desordres que hi havia i va demanar instruccions al papa Martí I. La resposta rebuda indicava d'emprendre accions contra els clergues rebels i contra l'heretgia monoteleta, d'origen oriental. A més, li deia de convocar un concili a Nèustria i Austràsia per donar a conèixer als bisbes gals els decrets recents de Roma. Al seu torn, els bisbes gals van encarregar a Amand de portar les actes del concili al papa. Amand va aprofitar per demanar al papa que el rellevés del bisbat de Maastricht i tornar així a la seva tasca missionera (649), sent succeït al bisbat per Sant Remacle. En aquest temps va entrar en contacte amb la família de Pipí de Landen i va ajudar Gertrudis de Nivelles a fundar l'abadia de Nivelles.
Va fundar noves comunitats o monestirs alguns dels quals van esdevenir importants abadies com la ja esmentada Sant Pere de Gant (Saint Pierre de Gand), la de Sant Pere de Moissac (Saint Pierre de Moissac), la de Nivelles, la de Barisis-aux-Bois, i sobretot la d'Elnone, fundada en terres donades pel rei Dagobert I, i que correspon a la moderna Abadia de Saint Amand (nom que va agafar poc després de la mort del sant) situada a la comuna de Saint-Amand-les-Eaux al departament del Nord. La seva segona etapa als Països Baixos, on la seva tasca anys abans no havia tingut gaire ressò, va començar a ser fructífera vers el 655 quan ja tenia uns setanta anys; va aconseguir difondre el cristianisme i fer que el paganisme acabés essent minoritari: va fundar nombroses esglésies i monestirs. Morí en el d'Elnon, després anomenat en honor seu Saint-Amand i modernament Saint-Amand-les-Eaux, quan ja tenia més de noranta anys. Vers el 660 hauria visitat la regió d'Usès i hauria anat als Pirineus per tractat d'evangelitzar als bascons segons les seves biografies però el monestir de Nant que es diu fundat en aquest viatge, i suposadament situat al Roerge, en realitat correspondria a un monestir fundat al nord de França (Gant?).
Entre els seus deixebles cal esmentar els sants Hubert de Lieja, Itta de Nivelles, Bavó de Gant, Aldegunda de Maubege i Ursmer de Lobbes.

## Veneració
Va gaudir de tanta popularitat que la seva vida fou objecte de diverses obres a l'Edat mitjana, destacant la del monjo Miló al segle ix (però a través d'un document del segle xii), la de Felip amic de sant Bernat al segle xii, i una obra que seria quasi contemporània escrita per Baudemond, deixeble de sant Amand, i el seu successor com abat d'Ellone, que en tot cas és anterior al 699 data de la segona elevació del cos del sant de la que l'autor no parla. La darrera és la base de les altres dues. Aquestes obres parlen del pare, Serè, i de la mare, Amància, personatges notables d'Aquitània (no s'assenyala de quina part). Això ha portat a identificar aquest sant amb el mític Amand de Gascunya, els pares del qual també són esmentats com a Serè i Amància, o amb el seu germà (els dos germans portarien el mateix nom, cosa poc probable), però com que Amand de Gascunya no va existir mai, més aviat Amand de Maastricht hauria estat la inspiració per les dades de la carta d'Alaon. De les obres no es pot determinar si el sant Amand venerat a Rodès i Amand de Maastricht són la mateixa persona.
Es creu que Amand és el mateix personatge que el sant reverenciat a l'església de Lavaur amb el nom d'Alan (Alanus) o Elan de Lavaur; la seva biografia agafa els fets de la vida de sant Amand sense canviar més que el nom del personatge. Si mai va existir un sant Alan de Lavaur diferent, la seva memòria s'ha perdut. L'autor de la seva vida aplica tot l'assenyalat per sant Amand referit a la fundació del monestir de Nant, a la fundació del monestir de Lavaur pretesament sota patrocini del rei Sigebert d'Austràsia, però Lavaur sempre va dependre de Nèustria i cap Sigebert d'Austràsia hi va exercir jurisdicció, i que a més se sap que no es va fundar vers el final del segle x com a priorat dependent de l'abadia de Saint-Pons de Thomières.
És el patró del fabricants de cervesa i dels comerciants de vi i el seu símbol és la serp. La seva memòria es commemora el 6 de febrer a Bèlgica i Europa oriental i el 7 de febrer en altres llocs.